# Leichtathletik-Länderkampf der Frauen 1972 Rumänien – BR Deutschland
| 7. Leichtathletik-Länderkampf mit bundesdeutscher Beteiligung 1972 | 7. Leichtathletik-Länderkampf mit bundesdeutscher Beteiligung 1972 |
| ------------------------------------------------------------------ | ------------------------------------------------------------------ |
|                                                                    |                                                                    |
| Ländervergleich der Frauen: Rumänien – BR Deutschland              |                                                                    |
| Austragungsort                                                     | Bukarest                                                           |
| Wettbewerbe                                                        | 13                                                                 |
| Datum                                                              | 11. Juni                                                           |
| 1. FRG 2. ROU                                                      | 78 P 57 P                                                          |
| Chronik                                                            |                                                                    |
| ← URS - FRG 5kampf (F)                                             | FRG-NLD-SUI Straß'lauf (M) →                                       |

Der siebte Vergleich des Länderkampfjahres 1972 war der erste in dieser Saison mit dem allgemeinen leichtathletischen Programm. Die Frauen traten dazu am 11. Juni in Bukarest gegen Rumänien an. Es war die dritte Begegnung der beiden Nationen, die ersten beiden hatte die Bundesrepublik für sich entschieden.

## Wettbewerbe und Modus
Auf dem Programm standen die inzwischen üblichen dreizehn Wettbewerbe, die das damalige olympische Frauenprogramm komplett abdeckten und darüber hinaus den 1500-Meter-Lauf und die 4-mal-400-Meter-Staffel beinhalteten, zwei Disziplinen, die bei den diesjährigen Spielen in München ebenfalls olympisch wurden. Anstelle des Hürdenlaufs über 80 Meter wurde wie bei den Olympischen Spielen ab 1972 der 100-Meter-Hürdenlauf ausgetragen. Die Wertung erfolgte in allen Disziplinen nach dem Standardsystem.

## Ergebnis
Die bundesdeutschen Leichtathletinnen gestalteten das Aufeinandertreffen überlegen. In den Einzelläufen entschieden sie vier Wettbewerbe mit drei Doppelerfolgen für sich. Die rumänischen Sportlerinnen kamen hier zu zwei Siegen ohne Doppelerfolge. Auch beide Staffeln gingen an die Bundesrepublik. Im Bereich Sprung verbuchte jedes Team eine Disziplin für sich, die bundesdeutschen Vertreterinnen allerdings per Doppelerfolg, was den Rumäninnen nicht gelang. Auch die Kategorie Wurf/Stoß ging mit zwei Siegen – allerdings ohne Doppelerfolg – an die Bundesrepublik. Rumänien lag nur im Kugelstoßen vorn und erzielte hier einen Doppelerfolg. In der Endabrechnung gewann die Bundesrepublik Deutschland auch diesen dritten Länderkampf gegen Rumänien, diesmal mit 78 zu 57 Punkten.

## Resultate

### 100 m
| Platz | Athletin          | Land | Zeit (s) |
| ----- | ----------------- | ---- | -------- |
| 1     | Christiane Krause | FRG  | 11,5     |
| 2     | Inge Helten       | FRG  | 11,5     |
| 3     | Valeria Bufanu    | ROU  | 11,5     |
| 4     | Eleonora Monoranu | ROU  | 12,3     |

### 200 m
| Platz | Athletin          | Land | Zeit (s) |
| ----- | ----------------- | ---- | -------- |
| 1     | Rita Wilden       | FRG  | 23,3     |
| 2     | Annegret Kroniger | FRG  | 23,5     |
| 3     | Eleonora Monoranu | ROU  | 24,6     |
| 4     | Maria Lazăr       | ROU  | 25,4     |

### 400 m
| Platz | Athletin        | Land | Zeit (s) |
| ----- | --------------- | ---- | -------- |
| 1     | Christel Frese  | FRG  | 53,0     |
| 2     | Erika Weinstein | FRG  | 54,0     |
| 3     | Liliana Leau    | ROU  | 55,0     |
| 4     | Maria Baditolu  | ROU  | 57,2     |

### 800 m
| Platz | Athletin           | Land | Zeit (min) |
| ----- | ------------------ | ---- | ---------- |
| 1     | Hildegard Falck    | FRG  | 2:00,0     |
| 2     | Ileana Silai       | ROU  | 2:00,2     |
| 3     | Gisela Ellenberger | FRG  | 2:04,4     |
| 4     | Fița Rafira        | ROU  | 2:04,9     |

### 1500 m
| Platz | Athletin       | Land | Zeit (min) |
| ----- | -------------- | ---- | ---------- |
| 1     | Natalia Andrei | ROU  | 4:14,8     |
| 2     | Ellen Tittel   | FRG  | 4:15,2     |
| 3     | Maria Linca    | ROU  | 4:17,7     |
| 4     | Christa Merten | FRG  | 4:18,9     |

### 100 m Hürden
| Platz | Athletin           | Land | Zeit (s) |
| ----- | ------------------ | ---- | -------- |
| 1     | Valeria Bufanu     | ROU  | 12,7     |
| 2     | Elfi Meierholz     | FRG  | 13,5     |
| 3     | Marlies Koschinski | FRG  | 13,6     |
| 4     | Elena Mirza        | ROU  | 13,8     |

### 4 × 100 m Staffel
| Platz | Besetzung      | Land                                                      | Zeit (s) |
| ----- | -------------- | --------------------------------------------------------- | -------- |
| 1     | BR Deutschland | Christiane Krause Inge Helten Rita Wilden Heide Rosendahl | 43,9     |
| 2     | Rumänien       | Ene Surdu Alexandra Anghelescu Eleonora Monoranu          | 46,5     |

### 4 × 400 m Staffel
| Platz | Besetzung      | Land                                                      | Zeit (min) |
| ----- | -------------- | --------------------------------------------------------- | ---------- |
| 1     | BR Deutschland | Anette Rückes Inge Bödding Christel Frese Hildegard Falck | 3:34,8     |
| 2     | Rumänien       | Liliana Leau Fița Rafira Maria Baditolu Ileana Silai      | 3:38,7     |

### Hochsprung
| Platz | Athletin         | Land | Höhe (m) |
| ----- | ---------------- | ---- | -------- |
| 1     | Cornelia Popescu | ROU  | 1,82     |
| 2     | Ellen Mundinger  | FRG  | 1,79     |
| 3     | Renate Gärtner   | FRG  | 1,76     |
| 4     | Draga Comșa      | ROU  | 1,73     |

### Weitsprung
| Platz | Athletin             | Land | Weite (m) |
| ----- | -------------------- | ---- | --------- |
| 1     | Heide Rosendahl      | FRG  | 6,69      |
| 2     | Brigitte Roesen      | FRG  | 6,51      |
| 3     | Elena Vintilă        | ROU  | 6,39      |
| 4     | Viorica Viscopoleanu | ROU  | 6,37      |

### Kugelstoßen
| Platz | Athletin           | Land | Weite (m) |
| ----- | ------------------ | ---- | --------- |
| 1     | Valentina Cioltan  | ROU  | 17,46     |
| 2     | Ana Sălăgean       | ROU  | 16,89     |
| 3     | Sigrun Kofink      | FRG  | 15,92     |
| 4     | Brigitte Berendonk | FRG  | 15,66     |

### Diskuswurf
| Platz | Athletin           | Land | Weite (m) |
| ----- | ------------------ | ---- | --------- |
| 1     | Liesel Westermann  | FRG  | 63,76     |
| 2     | Argentina Menis    | ROU  | 63,50     |
| 3     | Lia Manoliu        | ROU  | 61,42     |
| 4     | Brigitte Berendonk | FRG  | 54,16     |

### Speerwurf
| Platz | Athletin       | Land | Weite (m) |
| ----- | -------------- | ---- | --------- |
| 1     | Ameli Koloska  | FRG  | 59,08     |
| 2     | Elena Neacșu   | ROU  | 52,38     |
| 3     | loana Stancu   | ROU  | 49,58     |
| 4     | Christa Peters | FRG  | 49,54     |